# Lycée Henri IV
El Lycée Henri IV es una escuela de enseñanza secundaria de París, Francia. Está ubicada en el número 23 de la rue Clovis, en el 5.º distrito de París, cerca del Barrio Latino. En los alrededores también se ubican la parroquia de Saint-Étienne-du-Mont, de estilo gótico tardío, así como el Panteón. 
El Liceo Henri IV tiene fama de ser una de las escuelas secundarias más exigentes y respetadas de Francia y es conocido por sus excelentes resultados en el bachillerato y en los Concours, los procesos de selección para las Grandes Escuelas, instituciones de elite de educación superior en Francia, especialmente en ciencias sociales.
Algunos de los edificios de este instituto han sido declarados monumentos históricos, como por ejemplo los restos de la Abadía de Santa Genoveva del siglo XII o XIII, entre los que se cuentan el antiguo campanario de la iglesia del monasterio, la Tour Clovis (ver fotografía), el antiguo refectorio (hoy capilla) o bien el Cabinet des médailles (cuarto de medallas). En el año 1996, con ocasión de trabajos de mantención, se descubrieron restos de la época carolingia.

## Historia

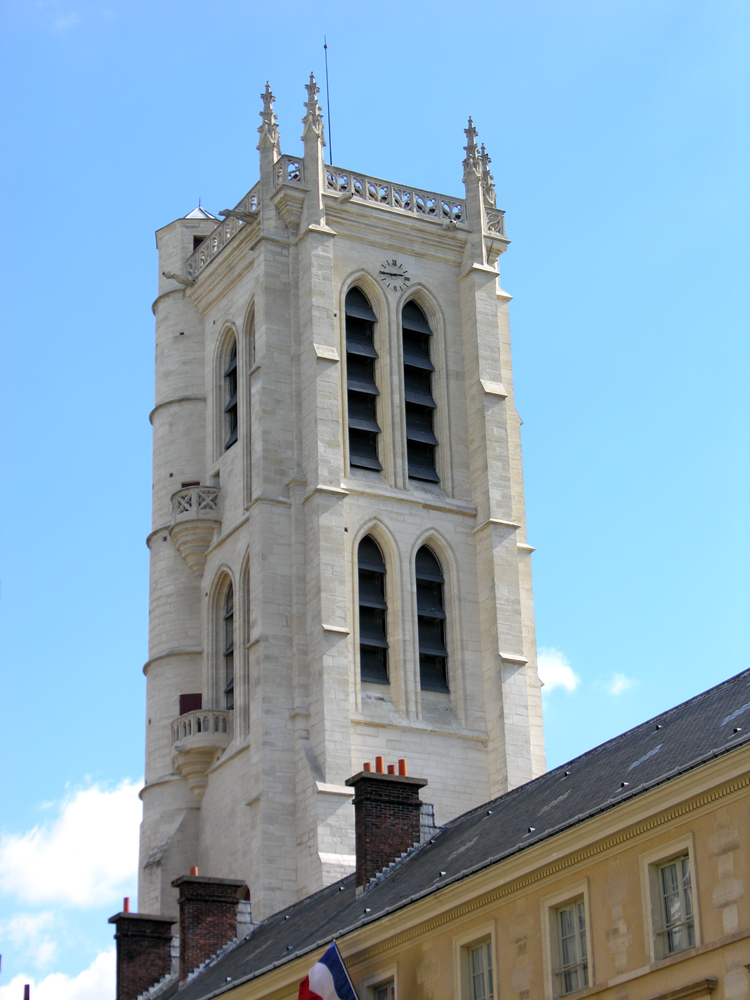
Tour Clovis

Al principio se encontraba ahí la Abadía de Santa Genoveva de París (Abbaye Sainte-Geneviève de Paris), un monasterio benedictino, fundado en 502 por el rey franco Clodoveo I en honor de los apóstoles Pedro y Pablo. La tradición ha transmitido, aunque la arqueología todavía no lo ha demostrado, que Clodoveo está enterrado en alguna parte de sus pilares. Desde 512 se encontraban allí los restos de Santa Genoveva. Después de que el monasterio fuera saqueado varias veces por los normandos, se hicieron cargo de él clérigos seculares, que pasaron a denominarse génovéfains, una deformación burlesca compuesta de "St. Genoveva" y "profan". En el siglo XII, el monasterio fue ocupado por Suger de Saint-Denis, abad de la abadía de Saint-Denis, fue reformado y ocupado con canónigos regulares de Saint-Victor, de París. Este abad instaló un scriptorium y una biblioteca. A continuación, sin embargo, la disciplina volvió a decrecer. En 1619 el rey Luis XIII transfirió la abadía al Cardenal François de La Rochefoucauld como encomienda, el que fundó allí la Congrégation de France como congregación de canónigos regulares de San Agustín en Francia. 
Durante la Revolución francesa, el monasterio fue desamortizado y declarado bien nacional. A continuación el edificio se fue degradando y el estado francés nunca lo restauró. Finalmente, en 1807, fue destruido. Sin embargo, la gran biblioteca (58.000 obras impresas y 2.000 manuscritos) y la torre del campanario no fueron destruidas. La torre pasó a llamarse más tarde Tour Clovis (Torre Clodoveo) y es todavía hoy en día muy visible desde las calles vecinas. La abadía se transformó a partir de entonces en una institución educativa, que por su cercanía al Panteón se denominó primero École centrale du Panthéon, siendo después llamada Lycée Napoléon. El Lycée Henri IV es la primera escuela francesa que se adjudicó el nombre de Lycée. En la época de la Restauración el nombre de la escuela se cambió a Lycée Corneille y finalmente se impuso el nombre de Lycée Henri IV. Se transformó en una escuela para los hijos de las clases altas, a la que asistieron los hijos del rey Louis Philippe y de la alta nobleza.

## El instituto hoy
El Liceo Henri IV abarca un colegio (collège) (nivel medio de cuatro años), el liceo (Lycée) como tal (nivel secundario de tres años) y clases preparatorias (Classes préparatoires, o prépas, para preparar la admisión a las Grandes-écoles) y tiene unos 2500 alumnos en total.

## Exalumnos famosos
- Guy Béart, Chansonnier, compositor y actor
- Léon Blum, político
- Jacques de Bourbon Busset
- Émile Boutroux, filósofo
- Patrick Bruel, cantante y actor
- Esther Duflo, economista
- Léon-Paul Fargue
- Antonio Flores Jijón, presidente ecuatoriano
- Michel Foucault, filósofo
- Georges Friedmann
- Albert Gardes
- Alfred Jarry, escritor
- Jacques Maritain, filósofo
- Paul Massot
- Prosper Mérimée, escritor
- Alain Minc
- Alfred de Musset, escritor
- Paul Nizan, escritor
- Mazarine Pingeot, escritora y periodista
- Jean Plantureux
- Jean-Paul Sartre, filósofo
- Volker Schlöndorff, director de cine alemán
- Jorge Semprún, escritor
- Bertrand Tavernier, director de cine
- Albert Thibaudet
- André Vingt-Trois, arzobispo de París
- Guy de Maupassant, escritor francés
- Isambard Kingdom Brunel, ingeniero británico
- Simone Weil, filósofa, sindicalista y miembro de la resistencia francesa

## Exprofesores famosos
- Henri Bergson
- Émile Chartier
- Georges Pompidou